# إصابة دماغية رضية رياضية
الإصابة الدماغية الرضية الرياضية (بالإنجليزية: sports-related traumatic brain injury). حادث خطير قد يؤدي إلى مراضة هامة أو الوفاة. عادة ما تكون إصابات الدماغ الرضية في الألعاب الرياضية ناتجة عن التماس الجسدي مع شخص آخر أو جسم ثابت، وقد تشمل هذه الرياضات الملاكمة، وكرة القدم الأمريكية، وهوكي الجليد، والهوكي الميداني، واللاكروس، والفنون القتالية، والرغبي، وكرة القدم والمصارعة، وسباق السيارات، وركوب الدراجات، والفروسية، والتزلج بالحذاء والتزلج على اللوح، والتزحلق على الثلج، والتزلج على الثلوج.

أُنجزت دراسة تحدد شدة وتواتر إصابات الدماغ الرضية التي حدثت في رياضات المدرسة الثانوية:
«من أصل 23,566 إصابة مُبلغ عنها ضمن 10 رياضات خلال فترة الدراسة التي استمرت 3 سنوات، كان منها 1219 (5.5%) إصابة رضية دماغية خفيفة (MTBIs). ومن بين هذه الإصابات الطفيفة، كان نصيب كرة القدم الأمريكية 773 حالة (63,4%) من الحالات؛ المصارعة 128 (10,5%)؛ كرة القدم للفتيات 76 (6,2%)؛ كرة القدم للفتيان 69 (5,7%) ؛ كرة السلة للفتيات 63 (5.2%)؛ كرة السلة للفتيان 51 (4,2%)؛ الكرة اللينة 25 (2,1%)؛ البيسبول 15 ( 1,2%)؛ الهوكي الميداني 13 (1,1%)؛ الكرة الطائرة 6 (0,5%). معدلات الإصابة لكل 100 لاعب-مواسم كانت 3,66 لكرة القدم، 1,58 للمصارعة، 1,14 لكرة القدم للفتيات 1,04 لكرة السلة للفتيات، 0,92 لكرة القدم للفتيان 0,75 لكرة السلة للفتيان 0,46 للكرة اللينة، 0,46 للهوكي الميداني، 0,23 للبيسبول، و 0,14 للكرة الطائرة. متوسط الوقت الضائع من المشاركة لجميع حالات الإصابات الدماغية الرضية الخفيفة كان 3 أيام. أُبلغ في كرة القدم الأمريكية عن 6 حالات ورم دموي تحت الجافية وإصابة داخل القحف. وبناءً على هذه البيانات، يقع نحو 62816 إصابة دماغية خفيفة سنويًا بين الرياضيين في المدارس الثانوية المشاركين في هذه الرياضات، إذ تمثل كرة القدم الأمريكية نحو 63% من الحالات»
أكثر أنواع الإصابات الدماغية شيوعًا في الرياضة هي الرضات الدماغية، وارتجاج متلازمة الأثر الثاني، واعتلال الدماغي الرضحي المزمن، والأورام الدموية.

## الارتجاجات

### الوبائية
يُعرَّف الارتجاج بأنه تأثير صاعق أو مخرب أو مشتت ناتج عن ضربة قوية؛ على وجه الخصوص: إصابة رجية في الدماغ تؤدي إلى اضطراب في وظائف المخ. يشار إلى الارتجاج أحيانًا باسم mTBI (إصابة الدماغ الرضية الخفيفة). الارتجاج هو إصابات في الرأس تؤدي إلى توقف مؤقت في سير العمل الطبيعي لوظائف الدماغ. ثمة العديد من الأعراض التي يمكن أن تتظاهر جسديًا أو نفسيًا أو عاطفيًا. قد يكون صعبًا في بعض الأحيان تحديد أعراض الارتجاج لأنها تتظاهر بطريقة خفية. عقدت ندوة في عام 2008 في زيورخ، سويسرا، حيث وُضع تعريف لارتجاج المخ. يُعرَّف الارتجاج الآن بأنه «عملية فيزيولوجية مرضية معقدة تؤثر على الدماغ، وتحدثها قوى ميكانيكية حيوية راضة».
ثمة خمس سمات رئيسية مقترنة بالتعريف:
- قد يكون سبب الارتجاج إما ضربة مباشرة على الرأس أو الوجه أو الرقبة أو في مكان آخر من الجسم بقوة «انفجارية» تنتقل إلى الرأس.
- عادةً ما يؤدي الارتجاج إلى بدء سريع لضعف قصير الأجل في الوظيفة العصبية يشفى تلقائيًا.
- قد يؤدي الارتجاج إلى تغيرات عصبية مرضية، إنما الأعراض السريرية الحادة تعكس إلى حد كبير اضطرابًا وظيفيًا بدلًا من إصابة بنيوية.
- ينتج عن الارتجاج مجموعة متدرجة من الأعراض السريرية التي قد تتضمن أو لا تتضمن فقدان الوعي. عادةً ما يتبع شفاء الأعراض السريرية والمعرفية مسارًا متسلسلًا؛ ومع ذلك، من المهم ملاحظة أنه في نسبة صغيرة من الحالات، قد تستمر أعراض ما بعد الارتجاج لفترة طويلة.
- لا يوجد شذوذ في دراسات التصوير العصبي البنيوية القياسية في الارتجاج.

### العلامات والأعراض في الرياضة
قد يكون من الصعب تحديد علامات وأعراض الارتجاجات لأنها قد لا تتظاهر بشدة ولأنها قد لا تتظاهر لعدة ساعات بعد وقوع الحادث. ثمة أربع فئات يمكن تصنيف أعراض الارتجاج ضمنها: الاضطرابات الجسدية والإدراكية والعاطفية واضطرابات النوم. أكثر الأعراض شيوعًا هو الصداع وكذلك الشعور «بالضبابية». الأعراض الأخرى الأكثر دقة التي يمكن أن تصاحب الصداع هي التغيرات العاطفية، والهياج، وزمن أقصر لرد الفعل والنعاس. يمكن أن تشمل الأعراض المرافقة الحساسية للضوء والضجيج، والتعب، والدوخة والغثيان والإقياء. يعتبر فقدان الوعي سمة أخرى يمكن تحديدها من ارتجاج المخ، ولكنها ليست من الأعراض المطلوبة لوضع التشخيص. يحدث فقدان الوعي في 10% فقط من حالات الارتجاج، لذا لا يمكن أن يكون علامة موثوقة على حدوث ارتجاج. الخصائص المميزة الأخرى للارتجاج هي فقدان الذاكرة الرجعي (فقدان الذاكرة قبل الإصابة مباشرة) وفقدان الذاكرة ما بعد الصدمة (ضعف تذكر الوقت بين الإصابة أو عودة الوعي والنقطة التي تُخزن وتُستعاد عندها الذكريات الجديدة).

## مآل المرض (التأثيرات قصيرة/طويلة الأمد)

### تأثيرات قصيرة الأمد
ترتبط التأثيرات قصيرة الأمد في الغالب مع متلازمة ما بعد الارتجاج، والتي لا تمتلك تعريف محدد واضح. عادة ما يكون لدى الشخص الذي يعاني من حادث ارتجاج واحد معدل شفاء قوي. أكثر أعراض ما بعد الارتجاج شيوعًا هو الصداع المستمر الذي يختفي عادةً في غضون أسبوع إلى أسبوعين. تشمل الآثار الشائعة الأخرى قصيرة الأمد الدوخة، والإقياء، والغثيان، والحساسية للضوء والصوت، والهياج والهفوات الإدراكية، وضعف الذاكرة. 20-90% من الأشخاص المصابين يختبرون أحد الأعراض خلال شهر من وقوع الحادث، وبعد 3 أشهر تظهر على 40% من المصابين 3 أعراض على الأقل.

### تأثيرات طويلة الأمد
من المعروف منذ فترة طويلة أن التعرض لحوادث ارتجاج متعددة تسبب تأثيرًا تراكميًا على الدماغ. ومن المعروف أيضًا أن كل ارتجاج متواصل يسهل حدوث ارتجاج آخر في المستقبل. يمكن أن يؤدي تلقي ارتجاجات متعددة إلى فقدان الذاكرة على المدى الطويل، واضطرابات نفسية، وضرر دماغي واضطرابات عصبية أخرى. لا توجد إرشادات محددة واضحة حول تقاعد الرياضي، ولكن اقتُرح أن اللاعب الذي يعاني من 3 حوادث ارتجاج في موسم واحد أو يعاني من أعراض ما بعد الارتجاج لأكثر من 3 أشهر يجب أن يفكر بقضاء فترة طويلة بعيدًا عن الرياضة. بالأخص في الرياضة، عند التعرض لارتجاجات متعددة، من المحتمل أن ينصح الطبيب اللاعب المعني بتجنب العودة إلى ممارسة الرياضة حيث يكون الاحتكاك ممكنًا. أعربت فيكتوريا بندلتون، بطلة فريق بريطانيا للدراجات، عن ارتياحها الشديد لتقاعدها بعد أولمبياد لندن، مشيرة إلى أنها تتوق لبدء مشاريع جديدة في حياتها وكانت أكثر سعادة الآن بعد أن تخلصت من ضغط المنافسة. ومع ذلك، لن يدخل جميع الرياضيين التقاعد بهذه السهولة والإرادة، فالكثير منهم سيعانون من أجل التكيف مع «الحياة العادية» حيث لم يعودوا تحت الأضواء، وربما من وجهة نظرهم يصبحون أعضاءً منسيين في المجتمع. يؤدي إنهاء المهنة الرياضية إلى إحداث تغييرات جذرية في حياة الرياضيين الشخصية والاجتماعية والمهنية، وهذا بدوره يمكن أن يؤثر على الأفراد من الناحية الإدراكية والعاطفية والسلوكية.

### متلازمة الأثر الثاني
تحدث متلازمة الأثر الثاني (إس آي إس) عندما يتعرض رياضي لحادث ارتجاج ثانٍ قبل أن تشفى أعراض حادث ارتجاج سابق بشكل كامل. لا يتطلب الأمر ارتجاجًا شديدًا للتسبب في المتلازمة، فحتى الارتجاج الخفيف يمكن أن يسببها. غالبًا ما تكون الحالة قاتلة، وإذا لم تقع الوفاة فمن المحتمل حدوث إعاقة شديدة. غالبًا ما تحدث المتلازمة عند الرياضيين الشباب الذين يُعتقد أنهم معرضون للخطر بشكل خاص.